# Friedlander–Iwaniec-tétel
Az analitikus számelmélet területén a Friedlander–Iwaniec-tétel (vagy Bombieri–Friedlander–Iwaniec-tétel) állítása szerint végtelen sok olyan prímszám létezik, mely az {\displaystyle a^{2}+b^{4}} alakban felírható. Az első néhány ilyen prím:
2, 5, 17, 37, 41, 97, 101, 137, 181, 197, 241, 257, 277, 281, 337, 401, 457, 577, 617, 641, 661, 677, 757, 769, 821, 857, 881, 977, … (A028916 sorozat az OEIS-ben).
Az állítás igazolásának nehézsége a sorozat viszonylagos ritkaságában áll: az {\displaystyle X}-nél kisebb, {\displaystyle a^{2}+b^{4}} alakú számok számossága az {\displaystyle O((10^{k})^{3/4})} nagyságrendbe esik. Jelenleg ez a legritkább polinom, amire sikerült igazolni, hogy végtelen sok prímet tartalmaz.

## Történet
A tételt 1997-ben John Friedlander és Henryk Iwaniec bizonyította. Szitatechnikákat használták, Enrico Bombieri aszimptotikus szitáját használva. A Friedlander–Iwaniec-tétel a
Yitang Zhang-féle PolyMath8 kollaboratív projekt, a prímszámhézagokat pontosítani szándékozó Bounded gaps between primes két kulcseredménye közül az egyik (a másik Goldston–Pintz–Yıldırım 2005-ös eredménye volt).
Iwaniec 2001-ben részben ezen munkához való hozzájárulásával nyerte el az Ostrowski Prize-t.
Heath-Brown később hasonló jellegű eredményt ért el az {\displaystyle a^{3}+2b^{3}} alakú prímek tekintetében.

## Speciális eset
Ha b = 1, a Friedlander–Iwaniec-prímek {\displaystyle a^{2}+1} alakot öltenek, ebbe a halmazba pl. a következő számok tartoznak:
2, 5, 17, 37, 101, 197, 257, 401, 577, 677, 1297, 1601, 2917, 3137, 4357, 5477, 7057, 8101, 8837, 12101, 13457, 14401, 15377, … (A002496 sorozat az OEIS-ben).
Létezik olyan sejtés (egyike Landau problémáinak) hogy ez a halmaz végtelen. Ez azonban nem következik a Friedlander–Iwaniec-tételből (fordítva, ebből következne a Friedlander–Iwaniec-tétel), és nem bizonyított.